# Andrej Gromyko
Andrej Andrejevitj Gromyko (ryska: Андрей Андреевич Громыко), född 18 juli 1909 nära Gomel i guvernementet Mogiljov i Kejsardömet Ryssland, död 2 juli 1989 i Moskva, var en sovjetisk (vitrysk) diplomat och politiker. Han var utrikesminister 1957–1985 och officiell statschef 1985–1988.

## Biografi
Gromyko föddes i nuvarande Vitryssland där hans föräldrar var jordbrukare. Han utbildades i ingenjörsvetenskap och ekonomi, var därefter verksam som akademisk lärare innan han 1938 gick över till folkkommissariatet för utrikes ärenden. Gromyko blev 1939 ambassadråd och 1943 charge d'affaires i Washington, D.C.. I augusti 1943 efterträdde han Maksim Litvinov som ambassadör i Washingotn, och deltog 1944 vid Dumbarton Oaks-konferensen. Under andra världskriget deltog Gromyko i konferenserna i Teheran, Jalta och Potsdam. Han var FN-ambassadör 1946–1949 och utövade under denna tid Sovjetunionens veto 26 gånger i Säkerhetsrådet, vilket gav honom namnet "Mr Njet". I december 1946 utsågs han till 5:e vice utrikesminister men behöll samtidigt sin post i FN.  Därefter var Gromyko vice utrikesminister 1949–1952 och 1953–1957 samt ambassadör i London 1952–1953. Han var utrikesminister åren 1957–1985 och var därmed en central aktör under Kubakrisen 1962 och under nedrustningsförhandlingarna på 1970-talet, till exempel ABM-avtalet, SALT I och II. Från 1973 var han medlem av politbyrån.
Det var Gromyko som formellt nominerade Michail Gorbatjov till partichef för kommunistpartiet 1985. Samtidigt utnämndes Gromyko till ordförande i presidiet för Sovjetunionens högsta sovjet, en titel som innebar att han var Sovjetunionens statschef. År 1988 gjorde Gorbatjov en drastisk ommöblering i partitoppen, och tvingade veteranen Gromyko att gå i pension.
Under sin långa politiska karriär tjänade Gromyko alla Sovjetunionens ledare utom Lenin.

## Utmärkelser
- Leninorden,  3 november 1944
- Leninorden,  5 november 1945
- Arbetets Röda Fanas orden,  9 november 1948
- Hedersmärke-orden,  30 oktober 1954
- Leninorden,  17 juli 1959
- Leninorden,  31 december 1966
- ”Hammare och skära”-guldmedaljen,  17 juli 1969
- Leninorden,  17 juli 1969
- Storkorset för Peruanska Solorden,  1970
- Klement Gottwald-orden,  1979
- ”Hammare och skära”-guldmedaljen,  17 juli 1979
- Leninorden,  17 juli 1979
- Leninpriset,  1982
- Sovjetunionens statliga pris,  1984
- Leninorden,  17 juli 1984
- Patriotiska krigsorden av 1:a klass,  23 april 1985
- Medalj ”För tappert arbete under det Stora Fäderneslandkriget 1941-1945”
- José Martí-orden
- ”Veteran av arbetet”-medaljen
- Peruanska Solorden
- Märket "medlem i Sovjetunionens kommunistiska parti i 50 år"
- Frihetssolens orden
- Jubileumsmedalj ”För firandet av 100-årsdagen av Vladimir Lenins födelse”
- Jubileumsmedalj ”40-årsdagen av segern i det Stora Fäderneslandkriget 1941-1945”
- Folkrepubliken Ungerns flaggorden
- Storkors av Folkrepubliken Polens förtjänstorden
- Jubileumsmedalj ”30-årsdagen för segern i det Stora Fäderneslandkriget 1941-1945”
- Georgi Dimitrov-orden
- Jubileumsmedalj "60 år för Sovjetunionens väpnade styrkor"
- Medalj till minne av Moskvas 800-årsjubileum
- Vita lejonets orden

[Redigera Wikidata]